# Premier Prezident Garni Hotel
Premier Prezident Garni Hotel u Sremskim Karlovcima je hotel sa pet zvezdica. Nalazi se u centru grada, u okviru
Gradskog jezgra, pored zgrade Bogoslovije.

## Sadržaj
Hotel ukupno raspolaže sa osamnaest smeštajnih jedinica, od kojih:
- devet standardnih soba sa francuskim ležajem
- tri standardne sobe sa odvojenim ležajevima
- tri  sobe
- Vip apartman sa odvojenim prostorijama
- Premier i Prezident apartmani sa đakuzijem

od ostalog sadržaja u sklopu hotela je recepcija, restoran, dve sale, VIP sala, banket salu, Wellness & Spa centar (sauna, đakuzi, zatvoren bazen, teretana).

## Spoljašnje veze
- Zvanični veb-sajt
- „Premier Prezident Garni Hotel”. ТО Војводине. Архивирано из оригинала 21. 10. 2018. г. Приступљено 20. 10. 2018.